# Божићни принц: Краљевска беба
Божићни принц: Краљевска беба (енгл. A Christmas Prince: The Royal Baby) америчка је божићна романтична комедија. Режирао га је Џон Шулц, а продуцент je Ејми Крел. У филму глуме Роуз Мекајвер, Бен Ламб, Алис Криге, Сара Даглас, Тахирах Шариф, Џон Гуерасио, Хонор Кнафсеј и Тео Девани. Филм је објављен на Нетфликсу 5. децембра 2019.

## Радња
Скоро годину дана након венчања, Амбер (Роуз Мекајвер) и Ричард (Бен Ламб) очекују своје прво дете. Јавности и породици не желе да открију пол, као ни могућа имена. Сајмон (Тео Девани), који и даље покушава поново да стекне поверење своје породице, открива да је позвао Мелису (Тахирах Шариф), Амберину блиску пријатељицу, у Алдовију за Божић. Мелиса открива Амбер да су она и Сајмон заљубљени.
Амбер и Ричард се припремају за свето потписивање уговора којим се поштује мир између Алдовије и њиховог највећег савезника Пенглија. Господин Лајтл (Ричард Ештон) објашњава да су принц Јун од Пенглије и принц Клод од Алдовије пронашли начин да окончају дуготрајни рат између две нације. На Бадње вече 1419. оба владара су потписала уговор. Од тада се обнавља на сваких сто година. Амбер је узбуђена што ће бити прва алдовијска краљица која ће га  потписати, али остали јој кажу да су Пенглијанци врло традиционални и женским монархима није дозвољено да потпишу уговор од његовог стварања. Упркос овоме, Амбер је одлучна да убеди краљицу Минг (Момо Јунг) да буду прве краљице које ће га потписати.
Краљ Тај (Кевин Шен) и краљица Минг од Пенглија стижу у Алдовију. Амбер покушава да убеди Минг да се њих две придруже својим мужевима у потписивању споразума, али она то одбија. У тренутку када се краљевске породице припремају за потписивање уговора, откривено је да је он украден. Због временских непогода, сви аеродроми су затворени, а Амбер и Ричард закључују да уговор мора и даље бити у палати, заједно са лоповом. Особље палате одмах покреће истрагу. Док она траје, Ричардова сестра, принцеза Емили (Хонор Кнафсеј), сазнаје за древну легенду која каже да ће смртно проклетство задесити прворођено дете монарха одговорних за кршење уговора. Изненађена, схвата да би то била Амберина и Ричардова беба. Њена мајка Хелена (Алис Криге) је убеђује да то није тачно, али Емили јој не верује. Све исприча Амбер и Ричарду који схватају да време истиче и да морају што пре нешто да ураде како би спречили проклетство.

## Улоге
| Глумац        | Улога          |
| ------------- | -------------- |
| Роуз Мекајвер | Амбер Мур      |
| Бен Ламб      | Принц Ричард   |
| Алис Криге    | Краљица Хелена |
| Сара Даглас   | Аверил         |
| Тахирах Шариф | Мелиса         |
| Џон Гуерасио  | Руди Мур       |
| Хонор Кнафсеј | Принцеза Емили |
| Тео Девани    | Сајмон         |
| Ричард Ештон  | Лајтл          |
| Момо Јунг     | Краљица Минг   |
| Кевин Шен     | Краљ Тај       |

## Снимање
Филм је у потпуности снимљен у Румунији, између марта и јуна 2019. године. Објављен је на Нетфликсу 5. децембра 2019.

## Критика
Ротен томејтоуз је на основу 9 критика оценио филм са просечном оценом 5 од 10.